# Гюрпынар
Гюрпынар (тур. Gürpınar) — город и район в провинции Ван (Турция).

## История
Область была одним из центров формирования армянской народности, и на протяжении долгого времени входила в состав различных армянских государств, самым могущественным из которых была Великая Армения. Древнее армянское название региона — Хайоц-дзор или Айоц-дзор (арм. Հայոց Ձոր), что дословно переводится, как долина армян. С областью связано древнейшие предание армян о своем происхождении. Здесь по преданию родоначальник армян, Хайк, одержал победу над великаном Беллом, после чего на этом месте построил крепость. Другое армянское название региона — Еруандуник (арм. Երվանդունիք), происходило от восседавшей в Ване династии. В X веке от Армянского царства Багратидов в числе прочих отделилось Васпураканское армянское царство Арцрунидов (столица — Ван), куда входила данная область. В первой четверти XI века Васпураканское царство распадается на три удела, после чего спустя какое-то время оно было аннексировано Византией. Со второй половины XI века территория исторической Армении подверглась нашествию турок-сельджуков, армянское население вынуждено начинает покидать родные земли. Область Хайоц-дзор, продолжая быть армянонаселенной, попеременно становится областью различных тюркских государств.
Айоц-дзор являлась одной из самых армянонаселенных территорий Западной Армении (вплоть до 1850-х гг.). Во 2-й половине XIX в. сюда стали проникать курдские племена. В 1853 году из 30 сёл только одно имело смешанное население, а число курдских сёл было незначительным. Однако уже к 1878, по данным Ванской армянской епархии в значительной части сёл обосновались и курды (армяне составляли 88 % населения).
В 1880 году армянское население Айоц дзора составляло 18 830 человек (88% от общего населения). 
Армянское население Айоц-дзора особенно пострадало во время июньских погромов 1896 года, когда погибло более 900 человек и было ограблено около 1300 домов. После погромов приток курдов усилился и армяне были вытеснены примерно из 10 сёл. Тем не менее, накануне резни 1915 года, 12 тыс. армян Айоц-дзора составляли более 80 % населения. Они проживали в 30 из 38 сёл нахис. Во время геноцида 1915 года большая часть армян, благодаря вооружённой самообороне, избежала гибели. Айоц-дзорцы приняли участие в Ванской самообороне и Шатахской самообороне. После отхода русских войск в июле 1915, армяне Айоц-дзора перешли в Восточную Армению. Позднее, часть их (более 1200 человек) вернулась в Айоц-дзор, но в 1918 году, во время наступления турецких войск, вновь была вынуждена покинуть свои родные края.